# Guna de Madugandí
Guna de Madugandí ist eines von sechs indigenen Territorien in Panama. Es ist gleichzeitig ein Corregimiento des Bezirks Chepo in der Provinz Panamá mit 7647 Einwohnern auf einer Fläche von 2127,2 km² (Stand 2023). Es wurde durch das Gesetz 24 vom 12. Januar 1996 geschaffen. Es wird von dem Volk der Kuna bewohnt. Es gibt in dem Gebiet keine Bezirke, es gliedert sich stattdessen in zwölf bewohnte Gemeinden: Akua Yala, Ibedí, Pintupu, Icandí, Piria, Cuinupdi, Nargandí, Ogobnawila, Diwar Sikua, Capandi und Tabardi. Die Hauptstadt ist Akua Yala.